# Ділхан Ер'юрт
Ділхан Ер'юрт (тур. Dilhan Eryurt; 29 листопада 1926, Ізмір — 13 вересня 2012, Анкара) — турецька астрофізик.
В 1961-1973 роках Ділхан Ер'юрт була першим турецьким вченим у Близькосхідному технічному університеті, який займав посаду в НАСА. Вона створила департамент астрофізики в Близькосхідному технічному університеті та була деканом його факультету природничих наук і літератури з 1988 по 1993 рік.

## Біографія
Народилася 29 листопада 1926 року в Ізмірі. Її батько Абідін Еге, депутат великих національних зборів Туреччини від провінції Денізлі в 1944 році.
Незабаром після прибуття батька в Ізмір її сім'я переїхала в Стамбул, а потім через кілька років в Анкару, де Ділхан навчалася. У школі мала особливий інтерес до математики. З цієї причини, закінчивши середню школу, вступила в Стамбульський університет на факультет математики та астрономії. Будучи студенткою Ділхан ще більше захопилася астрономією.
Після закінчення Стамбульського університету, в 1946 році, Ділхан Ер'юрт протягом двох років працювала помічником Тевфіка Октая Кабакчіоглу, який відкривав департамент астрономії в Університеті Анкари. Потім продовжила навчання в Мічиганському університеті, а в 1953 році захистила докторську дисертацію на кафедрі астрофізики в Університеті Анкари.
У 1959 році виїхала в Канаду на два роки за стипендією Міжнародного агентства з атомної енергії. Потім поїхала до США, де працювала в Індіанському університеті, займаючись ідентифікацією зірок в Обсерваторії імені Гете Лінка. Працювала з Маршаллом Врубелем. Після цього досвіду вона працювала в Центрі космічних польотів Годдарда НАСА. Працювала з Аластером Г. У. Кемероном над дослідженнями в області сонячної історії. Протягом цього періоду була єдиною жінкою-астрономом, які працюють в установі.
Робота Ділхан Ер'юрт в Центрі Годдарда виявила деякі раніше невідомі факти про сонце. Встановила, що яскравість сонця не збільшилася з моменту його утворення, а також, що воно було набагато яскравіше і тепліше в минулому. Ці дослідження були важливі в той час, так як впливали на хід нових космічних польотів. Нагороджена премією «Apollo Achievement» в 1969 році за успішну роботу з першої висадки людини на Місяць. Після завершення двох років навчання в Центрі Годдарда Ділхан Ер'юрт продовжила працювати в інституті в якості наукового співробітника. Інститут відправив її в університет Каліфорнії вивчати питання становлення і розвитку зірок.
У 1968 році приїхала до Туреччини і організувала перший Національний астрономічний конгрес при підтримці Ради Туреччини з науково-технічних досліджень.
Між 1969 і 1973 року Ділхан Ер'юрт продовжила наукові дослідження в НАСА. У 1973 році вона повернулася до Близькосхідного технічного університету, на факультет фізики. У 1977 році нагороджена наукової премією «Тюбітак». У 1988 році працювала деканом фізичного факультету протягом шести місяців, а потім деканом факультету природничих наук і літератури протягом п'яти років. У 1993 році вийшла на пенсію.
Померла в Анкарі після серцевого нападу 13 вересня 2012 року